# Human'East
Human'East était une association étudiante de solidarité internationale œuvrant chaque année en Ukraine pour aider des établissements de protection de l'enfance dans leur développement et leur travail quotidien. L'association a été créée en 1987 à la suite de l'accident nucléaire de Tchernobyl. Depuis 2008, l'association est intervenue dans l'Ouest de l'Ukraine, à Ivano-Frankivsk, Lutsk, Lviv et Rivne.
Human'East comptait environ chaque année 20 à 25 membres.
L'association a régulièrement été classée parmi les meilleures associations étudiantes françaises. En 2015, Human'East est classée meilleure association étudiante de France par le cabinet ANEO, dans la catégorie Solidarité.
L'association a été dissoute en 2020 à la suite de difficultés de recrutement.

## Historique
À l'origine, Human'East faisait partie de la MHIGE, Mission Humanitaire Inter Grandes Écoles, créée en réaction à la catastrophe de Tchernobyl, en 1987. En 2008, l'antenne de l'EDHEC Business School décide de prendre son indépendance. Human'East naît alors sous son nom actuel et décide de se recentrer sur l'Ukraine. Le pays garde un IDH faible et ne fait pas partie des pays de l'Est qui ont rejoint l'Union européenne dans les années 2000.
La nouvelle association intervient exclusivement dans la région d'Ivano-Frankivsk pendant plusieurs années, grâce à un partenariat avec la Chaire de français de la ville. En 2015, elle décide d'étendre son action à la ville de Lutsk, puis de Rivne en 2017.
En 2014, Human'East est contrainte d'annuler sa mission, en raison de la situation troublée en Ukraine.
Depuis 2018, Human'East intervient également dans la région est de l'Ukraine dans la ville de Kharkiv qui accueille de nombreux déplacés internes. 

## Mission
L'association se donne deux missions :
- Améliorer les conditions de vie d'enfants défavorisés en Ukraine : orphelins, enfants isolés, pauvres, handicapés... L'association vient en aide aux établissements locaux qui les prennent en charge (orphelinats, écoles spécialisées, internats, services pédiatriques...).
- Promouvoir la culture ukrainienne et de l'Est en France[12].

## Fonctionnement
L'association est dirigée par un Bureau composé d'un Président, d'un ou deux Vice-Président-s, d'un Trésorier et d'un Secrétaire Général. Chaque année, l'association renouvelle ses effectifs pour moitié. Des recrutements sont menés parmi les nouveaux admis de l'EDHEC Business School.
En Ukraine, pour les besoins des missions humanitaires, Human'East s'appuie sur les chaires de français des universités locales. Les étudiants permettent aux membres de l'association de communiquer avec les établissements et de les visiter.
L'association ne procure jamais directement des fonds aux établissements, pour éviter tout risque de corruption. Elle préfère l'achat de matériel sur place et la contractation avec des artisans locaux pour réaliser les travaux.